# Gonostemon rubiginosa
Gonostemon rubiginosa là một loài thực vật có hoa trong họ La bố ma. Loài này được (Nel) P.V. Heath mô tả khoa học đầu tiên năm 1992.